# Strophanthus boivinii
Strophanthus boivinii är en oleanderväxtart som beskrevs av Henri Ernest Baillon. Strophanthus boivinii ingår i släktet Strophanthus och familjen oleanderväxter. Inga underarter finns listade i Catalogue of Life.